# Mutinerie de la Royal Air Force en 1946
La mutinerie de la Royal Air Force est une série de manifestations et de grèves dans plusieurs dizaines de bases de la Royal Air Force (RAF) dans le sous-continent indien en janvier 1946. Comme ces incidents impliquent des refus d'obéir aux ordres, ils constituent techniquement une forme de mutinerie. Les protestations naissent d'une lente démobilisation et de mauvaises conditions de service après la fin de la Seconde Guerre mondiale. La mutinerie commence à Karachi (RAF Drigh Road (en)) et s'étend ensuite pour impliquer près de 50 000 hommes dans 60 bases de la RAF en Inde et au Ceylan, y compris la plus grande base de la RAF à Kanpur et les bases de la RAF jusqu'à Singapour. À son apogée, la grève de 1946 s'étend au-delà de l'Asie du Sud-Est à travers le Moyen-Orient jusqu'à l'Égypte et l'Afrique du Nord, et aussi loin à l'ouest que Gibraltar.

## Déroulement
Les manifestations durent entre trois et onze jours à différents endroits et sont pacifiques. Le principal grief des hommes est la lenteur de la démobilisation des troupes britanniques en Grande-Bretagne, l'utilisation des installations maritimes britanniques pour le transport des GI et d'autres griefs. Pour sa part, le gouvernement britannique fait valoir que le volume des navires disponibles est insuffisant pour permettre le rapatriement immédiat des nombreux membres du personnel éligibles. Cependant, des rapports déclassifiés plus tard montrent que les troupes britanniques sont délibérément retenues en Inde pour contrôler d'éventuels troubles au cours du mouvement d'indépendance, et les griefs des hommes de la RAF peuvent également inclure des opinions politiques importantes et une sympathie avec le Parti communiste indien.
Les protestations initiales à Karachi prennent la forme d'un refus collectif de préparer le kit pour l'inspection et d'aller au terrain de parade à l'heure normale, mais dans une tenue kaki occasionnel plutôt que les « meilleurs uniformes bleus » requis lors du défilé du matin.
Les problèmes à l'origine des troubles de la RAF sont finalement résolus et certains des aviateurs impliqués font face à des cours martiales. Cependant, le précédent créé par cet événement joue un rôle important dans le déclenchement d'actions ultérieures de la Royal Indian Air Force et plus tard de la Royal Indian Navy en février 1946, au cours desquelles 78 navires sur un total de 88 se sont mutinés (en). Lord Wavell, vice-roi de l'Inde, commente à l'époque : « Je crains que l'exemple de la Royal Air Force, qui a réussi ce qui était vraiment une mutinerie, ait une certaine responsabilité dans la situation actuelle. »